# 1896年アテネオリンピックのテニス競技
1896年アテネオリンピックのテニス競技（1896ねんアテネオリンピックのテニスきょうぎ）の成績結果に関する記事。

## 大会の流れ
- 第1回近代オリンピックでは、テニス競技は男子シングルス・男子ダブルスの2部門のみで始まった。男子シングルスには15名、男子ダブルスには6組が出場した。
- 男子シングルスでは、準決勝で敗退した選手2名による「銅メダル決定戦」は行わず、両方に銅メダルを授与した。男子ダブルスの銅メダルは1組。
- 男子ダブルスでは、違う国の選手がペアを組む「混合チーム」（ZZX）もあった。この場合は「国・地域」の欄に2つの国名を並べ、選手名もその順番によって記載する。国別メダル受賞数の欄では「混合チーム」として別途に数える。

## メダル受賞者
| 種目           | 金                                                                     | 銀                                                                             | 銅                                                               |
| -------------- | ---------------------------------------------------------------------- | ------------------------------------------------------------------------------ | ---------------------------------------------------------------- |
| 男子シングルス | ジョン・ピウス・ボーランド イギリス (GBR)                              | ディオニシオス・カスダリス ギリシャ (GRE)                                      | モムシロ・タパヴィツァ ハンガリー (HUN)                          |
| 男子シングルス | ジョン・ピウス・ボーランド イギリス (GBR)                              | ディオニシオス・カスダリス ギリシャ (GRE)                                      | コンスタンティノス・パスパティス ギリシャ (GRE)                  |
| 男子ダブルス   | ジョン・ピウス・ボーランド and フリードリヒ・トラウン 混合チーム (ZZX) | ディオニシオス・カスダリス and ディミトリオス・ペトロコキノス 混合チーム (ZZX) | エドウィン・フラック and ジョージ・ロバートソン 混合チーム (ZZX) |

## 競技結果

### 男子シングルス
| 準決勝                     |              |                                  |
| ディオニシオス・カスダリス | 結果現存せず | モムシロ・タパヴィツァ           |
| ジョン・ピウス・ボーランド | 結果現存せず | コンスタンティノス・パスパティス |
| 決勝                       |              |                                  |
| ジョン・ピウス・ボーランド | 6-3, 6-1     | ディオニシオス・カスダリス       |

### 男子ダブルス
| 準決勝     |                                                           |               |              |                                                                         |
| 混合チーム | ジョン・ピウス・ボーランド フリードリヒ・トラウン         | 結果現存せず  | ギリシャの旗 | アリスティディス・アクラトプーロス コンスタンティノス・アクラトプーロス |
| 混合チーム | ディオニシオス・カスダリス ディミトリオス・ペトロコキノス | 結果現存せず  | 混合チーム   | エドウィン・フラック ジョージ・ロバートソン                             |
| 決勝       |                                                           |               |              |                                                                         |
| 混合チーム | ジョン・ピウス・ボーランド フリードリヒ・トラウン         | 5-7, 6-4, 6-1 | 混合チーム   | ディオニシオス・カスダリス ディミトリオス・ペトロコキノス               |

## 国別メダル受賞数
| 順 | 国・地域   | 金 | 銀 | 銅 | 計 |
| -- | ---------- | -- | -- | -- | -- |
| 1  | 混合チーム | 1  | 1  | 1  | 3  |
| 2  | イギリス   | 1  | 0  | 0  | 1  |
| 3  | ギリシャ   | 0  | 1  | 1  | 2  |
| 4  | ハンガリー | 0  | 0  | 1  | 1  |

- 男子ダブルスの「混合チーム」によるメダルは別途に数え、各選手が所属する国のメダル獲得数には含めない。（例：ダブルス金メダルの場合、ジョン・ピウス・ボーランドの属する「イギリス」やフリードリヒ・トラウンの属する「ドイツ」の獲得メダル数には含めない。）